# Kładka Siedlecka
Kładka Siedlecka (Pfennig Brücke), to kładka dla pieszych i rowerzystów we Wrocławiu, przerzucona nad rzeką Oława, łącząca osiedla Wilczy Kąt i Siedlec. Położona jest w rejonie ulicy Wilczej, ulicy Młodej i Krzywej Grobli. Na prawym brzegu rzeki znajduje się Las Rakowiecki, na lewym – tereny osiedla Wilczy Kąt, ogródków działkowych i zakład PZ Cussons Polska S.A. (dawniej Pollena). Kładka została wybudowana w 1928 roku.
Konstrukcję nośną kładki stanowią dwa, pięcioprzęsłowe, stalowe dźwigary kratowe. Górny pas dźwigarów ma kształt paraboliczny. Pomost komunikacyjny zamocowany jest w pasie dolnym dźwigarów. Nawierzchnia pomostu jest drewniana..